# Bodomsøen
Bodomsøen (finsk: Bodominjärvi, svensk: Bodom träsk) er en sø i Finland, ikke så langt vest for Helsinki i nærheden af Espoo. Søen er ca. 3 km lang og en km bred.
Søen er kendt for tre mord der fandt sted om natten d. 4. juni 1960. Fire teenagere (to drenge og to piger) blev angrebet på mystisk vis i deres telt mens de sov. Tre døde, mens en overlevede. Den overlevende, Nils Gustafsson, blev i juni 2005 anklaget for at have myrdet sine venner. I oktober samme år blev han frikendt og alle anklager blev frafaldet.
Det finske dødsmetal band Children of Bodom tog navn efter disse mord.
- Wikimedia Commons har flere filer relateret til Bodomsøen

60°15′23″N 24°40′00″Ø / 60.25639°N 24.66667°Ø